# L'Amour l'après-midi
L'Amour l'après-midi is een Franse dramafilm uit 1972 onder regie van Éric Rohmer.

## Verhaal
Frédéric is een jonge zakenman, die droomt van andere vrouwen. Op een dag krijgt hij bezoek van Chloé, de maîtresse van een vriend. Ze ontmoeten elkaar als goede vrienden, totdat Chloé besluit om hem te verleiden.

## Rolverdeling
| Acteur               | Personage   |
| -------------------- | ----------- |
| Bernard Verley       | Frédéric    |
| Zouzou               | Chloé       |
| Françoise Verley     | Hélène      |
| Daniel Ceccaldi      | Gérard      |
| Malvina Penne        | Fabienne    |
| Élisabeth Ferrier    | Martine     |
| Tina Michelinot      | Passagier   |
| Jean-Louis Livi      | Collega     |
| Pierre Nunzi         | Verkoper    |
| Irène Skobline       | Verkoopster |
| Frédérique Hender    | Madame M.   |
| Claude-Jean Philippe | Monsieur M. |
| Silvia Badescu       | Studente    |
| Claude Bertrand      | Student     |
| Sylvaine Charlet     | Hospita     |